# 天廄三
仙女座σ，又名BD+35 44，HD 1404、SAO 53798、HR 68，是仙女座的一颗恒星，视星等为4.52，位于銀經115.59，銀緯-25.61，其B1900.0坐标为赤經0h 13m 6s，赤緯+36° -25.61′ 51″。